# Syrensliden
Syrensliden (Rubrivena) är ett släkte av slideväxter som beskrevs av M. Král. Syrensliden ingår i familjen slideväxter.
Släktet innehåller bara arten Rubrivena polystachya.